# Ragazzi della marina
Ragazzi della marina è un film del 1958 diretto da Francesco De Robertis.

## Trama

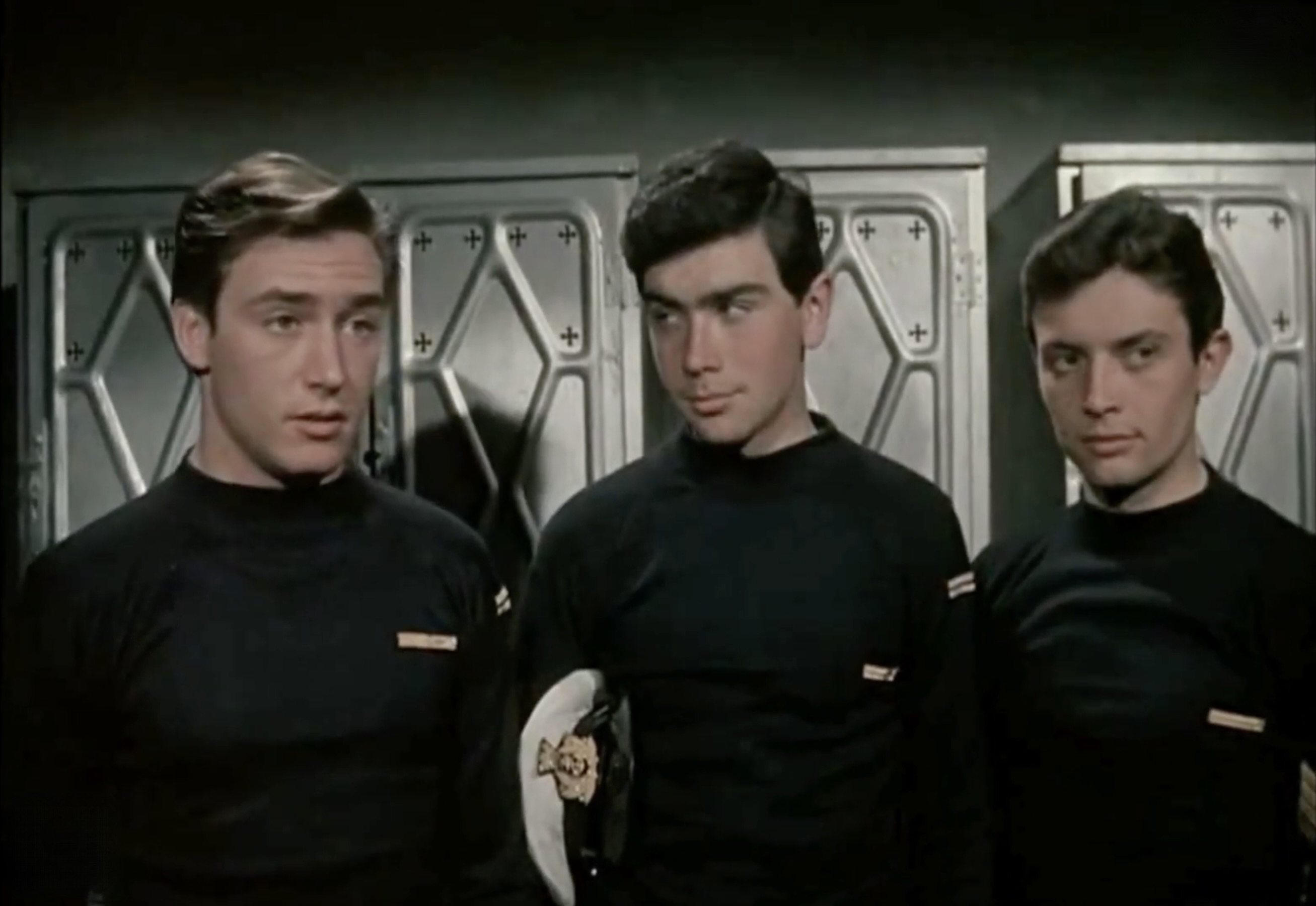
Luciano Marin, Geronimo Meynier e Gabriele Antonini in una sequenza del film

L'incrociatore "Raimondo Montecuccoli" della Marina Militare parte da Livorno con a bordo un equipaggio di giovani marinai ed un gruppo cadetti dell'Accademia navale per una crociera d’istruzione intorno al mondo della durata di circa un anno.
L'ufficiale istruttore Mario, detto Basciù, ha rinunciato a sposare la fidanzata Elena per continuare la sua carriera in Marina. Invece il nostromo è un marinaio vecchio stampo, polemico contro tutte le cose moderne.
Il cadetto Martin è un donnaiolo che teme però la gelosia della sua fidanzata Gianna. Il cadetto Billi non è portato per la carriera militare ma vorrebbe diventare fotoreporter per qualche importante giornale. Il cadetto Archimede è sempre impegnato a studiare sui suoi libri.
Il marinaio Esposito, abbandonato dai genitori alla nascita, è un solitario che ama suonare la chitarra e cantare. Il marinaio Parodi è un tecnico radarista che non vuole raffermarsi e cerca lavoro in giro per il mondo. Il marinaio Tarin si è imbarcato dopo aver messo incinta una ragazza del suo paese.
Dopo aver visitato Porto Said in Egitto, Bombay in India, Singapore, l'Indonesia, Sydney e Melbourne in Australia, la Nuova Zelanda, Pago Pago nelle Samoa Americane, Honolulu nelle Hawaii, San Francisco in California, il Canale di Panama, Caracas in Venezuela, São Vicente nelle isole di Capo Verde scoprendo le bellezze e le caratteristiche di questi paesi lontani, tornano in patria più maturi e consapevoli delle loro responsabilità.

## Produzione
Ragazzi della marina chiude una lunga attività professionale, costituita da almeno 19 pellicole (17 film e due documentari) girate dal De Robertis. È l'ultimo film del regista pugliese, girato pochi mesi prima della morte. La produzione è realizzata per la seconda (e, inevitabilmente, ultima) volta dalla Lux Film.
Nel film appaiono Silvio Noto, personaggio televisivo barese, Fausto Cigliano, cantante e chitarrista, Gabriele Antonini, allora esordiente, e Gianni Brezza, poi divenuto ballerino e coreografo per la Rai. Completano il cast: Lyla Rocco, Memmo Carotenuto e l'attrice e doppiatrice Vittoria Febbi, originaria dell'Eritrea.
Lo staff tecnico, ormai affiatato e collaudato negli anni, comprende per la fotografia Carlo Bellero, e per la colonna sonora il compositore aretino Annibale Bizzelli, entrambi assidui collaboratori di molte pellicole dirette dal regista pugliese.
Il film è stato realizzato in parte negli Stabilimenti I.N.C.I.R. - De Paolis.

## Critica
(Vito Attolini, Alfonso Marrese e Maria Abenante)